# Ostrov u Macochy
Ostrov u Macochy (in tedesco Ostrow) è un comune mercato della Repubblica Ceca facente parte del distretto di Blansko, in Moravia Meridionale.